# Јоруба (народ)
Јоруба (Yorùbá) је назив за највећу етничку групу у Нигерији. Јорубе сачињавају око 21% укупног становништва Нигерије и броје више од 30 милиона припадника широм западне Африке. На северозападу граниче с народима Нупе и Боргу, народима Есан и Едо на југоистоку, Игалама и осталим сродним групама на североистоку, Егунима, Фонима и другим Гбе-језичним народима на југозападу. Док већина Јоруба живи на југозападу Нигерије, постоје значајне Јоруба заједнице у Бенину, Тогоу, Сијера Леонеу, Куби и Бразилу. 
Јорубе су главна етничка група у државама Екити, Лагос, Огун, Ондо, Осун и Ојо; такође чине велики део становништва у Бенину. 
Јорубе су један од најурбанизованијих народа у субсахарској Африци, који је прве градове саградио још око 500. године. Стекли су велико богатство бавећи се трговином па су и развили сложене системе владавине. По вери углавном анимисти, у 19. веку су потиснути на југ од стране милитантних муслимана из Сокото калифата. Тада је међу њих продрло хришћанство.